# 阿尔居埃勒
阿尔居埃勒（法語：Arguel，法語發音：[aʁɡɥɛl]，发音同“Argüel”）是法国杜省的一个旧市镇，位于该省西部，属于贝桑松区。2019年，阿尔居埃勒并入市镇丰坦。

## 地理
阿尔居埃勒（47°11'51"N, 6°0'7"E）面积4.98 平方千米，位于法国勃艮第-弗朗什-孔泰大區杜省，该省份为法国东部内陆省份，北起上索恩省，西接汝拉省，东部及东南部与瑞士接壤，东北部与贝尔福地区省接壤。
与阿尔居埃勒接壤的市镇（或旧市镇、城区）包括：伯尔、蒙特龙堡、皮热。
阿尔居埃勒的时区为UTC+01:00、UTC+02:00（夏令时）。

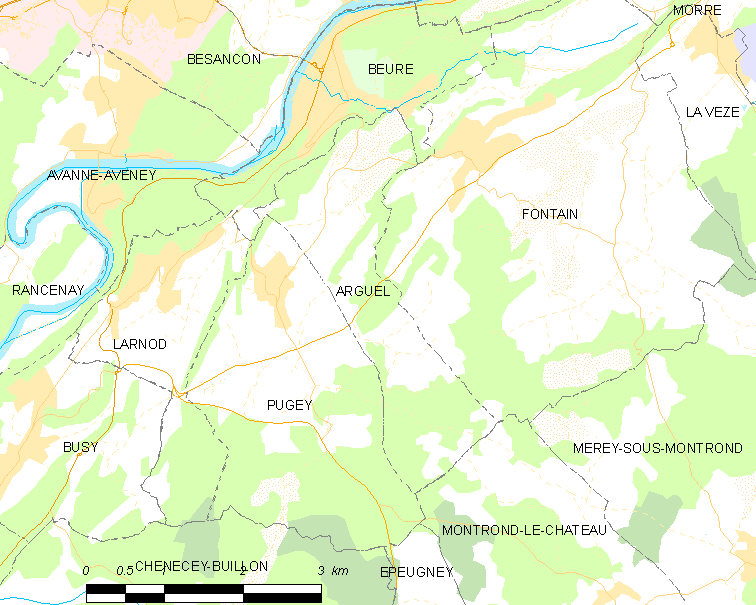
阿尔居埃勒的OSM定位图

## 行政
阿尔居埃勒的邮政编码为25720，INSEE市镇编码为25027。

## 政治
阿尔居埃勒所属的省级选区为贝桑松第六县。

## 人口

1962-2008年间阿尔居埃勒人口变化图示

阿尔居埃勒于2015时的人口数量为274人。